# Сан-Джервазіо-Брешіано
Сан-Джервазіо-Брешіано (італ. San Gervasio Bresciano) — муніципалітет в Італії, у регіоні Ломбардія, провінція Брешія.
Сан-Джервазіо-Брешіано розташований на відстані близько 430 км на північний захід від Рима, 80 км на схід від Мілана, 25 км на південь від Брешії.
Населення — 2527 осіб (2014).

## Демографія
Населення за роками:

Станом на 1 січня 2023 року в муніципалітеті офіційно проживало 347 іноземців з 30 країн, серед них 102 громадяни країн Євросоюзу та 11 громадян України.

## Сусідні муніципалітети
- Альфьянелло
- Бассано-Брешіано
- Чиголе
- Манербіо
- Мільцано
- Понтевіко